# Antillianen in Nederland
Antillianen in Nederland of Antilliaanse Nederlanders vormen een van de grootste migrantengroepen in   Nederland met op 1 januari 2021 171.413 Antillianen. De overgrote meerderheid van de eerste generatie Antillianen komt van Curaçao, dit betreft ongeveer driekwart van de totale Antilliaanse gemeenschap in Nederland.

## Geschiedenis
Tot het begin van de 20e eeuw kwamen er niet zoveel Antillianen naar Nederland. Aanvankelijk waren het vooral Nederlandse ambtenaren en studenten die terug gingen naar Nederland, voor vakantie of opleiding. Pas later kwamen studenten uit de inheemse bevolking ook om te studeren. Ze moesten heel goed kunnen leren om een beurs te krijgen. Zonder beurs waren zij meestal te arm om een voor hen dure opleiding in Nederland te betalen.
Vanaf de jaren zestig hadden de olieraffinaderijen op Curaçao en Aruba, waar duizenden mensen werkten, door automatisering steeds minder mensen nodig. Omdat iedere Antilliaan en Arubaan een Nederlands paspoort heeft, gingen veel werklozen werk zoeken in Nederland vooral in de technische sectoren. Vanwege de slechte economie op de eilanden vanaf de jaren '80 en '90 bleven ook meer studenten na hun studie in Nederland.
In 1985 sloten Shell en Exxon hun raffinaderijen op Curaçao en Aruba. Daardoor werd Nederland nog aantrekkelijker, omdat de economie van Curaçao nauw verbonden was met Shell en de grootste werkgever was. Het jaar 1985 was een piekjaar voor de Antilliaanse emigratie. Dat veranderde niet in de jaren negentig en begin 2000. Integendeel, ook bij de Antilliaanse overheid werden er banen geschrapt vanwege de tegenvallende economie en door de veelal door de Nederlandse regering afgedwongen bezuinigingen.

## Studenten
Naast migranten kwamen ook studenten naar Nederland. Het exacte aantal is onbekend, maar recentelijk komen ongeveer 1000 jongeren vanuit de Nederlandse Antillen en Caribisch Nederland naar Nederland om een opleiding te volgen.
Het collegegeld dat een Antilliaanse student moet betalen is hetzelfde bedrag als dat van een Nederlandse student; hij of zij betaalt dus niet meer dan sommige buitenlandse studenten in Nederland. Een andere belangrijke reden om naar Nederland te komen studeren betreft het accreditatiesysteem. Wie in een ander land dan Nederland gaat studeren, en na het afmaken van deze studie terug naar zijn eiland wil, moet toch een jaar of twee in Nederland cursussen volgen, om zijn studiediploma erkend te krijgen.
De meeste Antilliaanse studenten krijgen een beurs en komen naar Nederland in een grote groep. De eerste paar weken blijven de studenten onder leiding van de opvangcommissie. In deze periode wordt de student geregistreerd, op school ingeschreven en er wordt ervoor gezorgd dat elke student een kamer krijgt.
Veel jongens en meisjes van niet-Nederlandse komaf koesteren de ambitie om een ‘witte boorden’-baan te vinden. Zij kiezen na de middelbare school dan ook vaak voor een economische opleiding of een universitaire rechtenstudie. ‘Cultuur en maatschappij’ scoort niet hoog omdat het te "soft" is en ‘natuur en techniek’ geldt als te zwaar. Vrouwelijke studenten die voor ‘natuur en gezondheid’ kiezen, willen graag dokter worden. Antilliaanse studieverenigingen in Nederland zijn onder andere: Passaat, Siaa, Echo-Net, We Love Students en CSV.
Vaak hebben allochtone studenten ook een grote ‘drive’ om te willen slagen binnen hun schoolloopbaan, omdat ze het gevoel hebben dat ze zich meer moeten bewijzen dan autochtone studenten.
Antilliaanse studenten zijn ook in beeld gebracht door Antilliaanse schrijvers, zoals in de jeugdroman Sherry van Diana Lebacs en de roman Zwarte makamba van Gustaaf de Jongh.

## Terugsturing
Vanwege de naar verhouding hogere criminaliteitscijfers onder laagopgeleide Antilliaanse jongeren in Nederland, zijn er in het verleden stemmen opgegaan onder politici in Nederland om deze jongeren gedwongen terug te sturen naar de Antillen. Omdat het geen migranten van buiten het Koninkrijk zijn, is dit juridisch niet haalbaar. Dit plan stuitte op fel verzet vanuit de Antilliaanse gemeenschap, vanwege het als stigmatiserend en discriminerend ervaren karakter. Inmiddels zijn de plannen van de baan. De criminaliteitscijfers onder laag opgeleide Antillianen vertonen inmiddels ook een dalende tendens.
In het regeerakkoord 'Bruggen slaan' van kabinet-Rutte II stond: "Op basis van criteria zoals de landen Aruba, Curaçao en Sint Maarten zelf hanteren (onder meer toets op strafblad en inkomen) komen we met een voorstel tot regulering van de vestiging van inwoners uit die landen in Nederland." Deze plannen zijn nooit uitgevoerd en coalitiepartner PvdA stemde tegen.

## Remigratie
Toch is de migratie tussen de voormalige Nederlandse Antillen en Nederland geen eenrichtingsverkeer. Veel mensen gaan terug naar de Antillen. Ook hebben veel Europese Nederlanders zich de afgelopen jaren gevestigd op de Antillen en Aruba. Het toerisme op de eilanden zit bijvoorbeeld sterk in de lift, waarvan naast remigranten vanuit Nederland ook veel arbeidsmigranten vanuit de Caribische regio profiteren. Het inwoneraantal van Aruba is daardoor binnen vijftien jaar van 60.000 toegenomen tot 100.000.
Veel Antilliaanse studenten geven aan 'op een gegeven moment' terug te willen naar hun geboorteland. Soms omdat ze vinden dat ze iets terug moeten doen, soms is het om emotionele redenen. Sommigen keren meteen terug, anderen zoeken een baan in Nederland om zo sneller hun studieschuld te kunnen aflossen.
Wel zien de studenten zichzelf een gezin stichten 'thuis', maar daar zijn ze tijdens of direct na hun studie nog niet mee bezig. Werkervaring in Nederland loont.

## Aantal
Op 1 januari 2004 telde Nederland ruim 84 duizend Antillianen en Arubanen van de eerste generatie. Ruim driekwart van de in Nederland wonende eerste generatie Antillianen blijkt op Curaçao te zijn geboren, ruim 16 procent op Aruba, en Bonaire samen met de Bovenwindse Eilanden elk ruim 3 procent. Het grootste deel van de Antillianen in Nederland woont in de Randstad. En ongeveer 15% van hen woont in Rotterdam.
|              | Totaal Antillen | Curaçao | Aruba  | Bonaire | Sint Maarten | Sint Eustatius | Saba |
| ------------ | --------------- | ------- | ------ | ------- | ------------ | -------------- | ---- |
| 1e generatie | 84.400          | 64.900  | 13.700 | 3100    | 2000         | 500            | 200  |
| 2e generatie | 69.000          | 52.440  | 11.049 |         |              |                |      |
| Totaal       | 153.400         | 117.340 | 24.740 |         |              |                |      |

| Aantal Antillianen per provincie (2018) |         |
| --------------------------------------- | ------- |
| Zuid-Holland                            | 70.493  |
| Noord-Holland                           | 26.416  |
| Noord-Brabant                           | 16.880  |
| Gelderland                              | 10.402  |
| Utrecht                                 | 9013    |
| Flevoland                               | 8079    |
| Groningen                               | 6108    |
| Overijssel                              | 5285    |
| Limburg                                 | 4911    |
| Friesland                               | 2997    |
| Zeeland                                 | 2080    |
| Drenthe                                 | 1464    |
| Totaal                                  | 160.000 |

| Zuid-Holland                              | 70.493 | %    |
| ----------------------------------------- | ------ | ---- |
| Rotterdam (Antillengemeente)              | 26.116 | 4,00 |
| Den Haag (Antillengemeente)               | 13.920 | 2,54 |
| Dordrecht (Antillengemeente)              | 3010   | 2,53 |
| Zoetermeer (Antillengemeente)             | 2847   | 2,27 |
| Capelle aan den IJssel (Antillengemeente) | 2567   | 3,81 |
| Nissewaard                                | 2520   | 2,95 |
| Schiedam (Antillengemeente)               | 1992   | 2,51 |
| Delft                                     | 1766   | 1,70 |
| Vlaardingen (Antillengemeente)            | 1674   | 2,26 |
| Leiden                                    | 1247   | 1,00 |
| Leidschendam-Voorburg                     | 1001   | 1,31 |
| Rijswijk                                  | 883    | 1,60 |
| Alphen aan den Rijn                       | 868    | 0,77 |
| Zwijndrecht                               | 842    | 1,88 |
| Hellevoetsluis                            | 687    | 1,70 |
| Ridderkerk                                | 642    | 1,38 |
| Barendrecht                               | 606    | 1,25 |
| Maassluis                                 | 581    | 1,73 |
| Pijnacker-Nootdorp                        | 577    | 1,04 |
| Gouda                                     | 494    | 0,67 |
| Lansingerland                             | 458    | 0,72 |
| Westland                                  | 435    | 0,39 |
| Albrandswaard                             | 343    | 1,33 |
| Papendrecht                               | 336    | 1,04 |
| Krimpen aan den IJssel                    | 333    | 1,13 |
| Hoeksche Waard                            | 277    | 0,31 |
| Zuidplas                                  | 276    | 0,61 |
| Sliedrecht                                | 251    | 0,98 |
| Hendrik-Ido-Ambacht                       | 225    | 0,72 |
| Krimpenerwaard                            | 211    | 0,37 |
| Gorinchem                                 | 209    | 0,56 |
| Wassenaar                                 | 181    | 0,67 |
| Waddinxveen                               | 179    | 0,59 |
| Teylingen                                 | 164    | 0,43 |
| Leiderdorp                                | 159    | 0,58 |
| Voorschoten                               | 157    | 0,61 |
| Alblasserdam                              | 154    | 0,76 |
| Noordwijk                                 | 139    | 0,32 |
| Brielle                                   | 134    | 0,77 |
| Oegstgeest                                | 134    | 0,53 |
| Katwijk                                   | 131    | 0,20 |
| Hillegom                                  | 93     | 0,42 |
| Westvoorne                                | 91     | 0,61 |
| Goeree-Overflakkee                        | 85     | 0,17 |
| Bodegraven-Reeuwijk                       | 83     | 0,24 |
| Molenlanden                               | 83     | 0,19 |
| Kaag en Braassem                          | 77     | 0,28 |
| Nieuwkoop                                 | 67     | 0,23 |
| Midden-Delfland                           | 63     | 0,32 |
| Lisse                                     | 51     | 0,22 |
| Zoeterwoude                               | 41     | 0,46 |
| Hardinxveld-Giessendam                    | 33     | 0,18 |

| Noord-Holland | 26.416                                                 | %    |
| --- | ------------------------------------------------------ | ---- |
| Amsterdam (Antillengemeente) - Amsterdam-Zuidoost - Bijlmer-Oost (E,G,K) - Bijlmer-Centrum (D,F,H) - Holendrecht/Reigersbos - Gein - Nellestein - Driemond - Amstel III/Bullewijk | 12.127 - 4245 - 1520 - 1315 - 890 - 400 - 75 - 25 - 20 | 1,39 |
| Den Helder (Antillengemeente) | 1350                                                   | 2,39 |
| Alkmaar | 1233                                                   | 1,12 |
| Haarlemmermeer | 1201                                                   | 0,76 |
| Zaanstad | 1135                                                   | 0,72 |
| Haarlem | 1130                                                   | 0,70 |
| Hoorn | 954                                                    | 1,30 |
| Purmerend | 882                                                    | 1,08 |
| Amstelveen | 790                                                    | 0,87 |
| Heerhugowaard | 689                                                    | 1,18 |
| Diemen | 614                                                    | 1,96 |
| Hilversum | 582                                                    | 0,64 |
| Gooise Meren | 330                                                    | 0,56 |
| Velsen | 252                                                    | 0,37 |
| Medemblik | 191                                                    | 0,42 |
| Beverwijk | 185                                                    | 0,44 |
| Huizen | 184                                                    | 0,45 |
| Uithoorn | 183                                                    | 0,61 |
| Heemskerk | 168                                                    | 0,43 |
| Hollands Kroon | 166                                                    | 0,34 |
| Schagen | 164                                                    | 0,35 |
| Heemstede | 129                                                    | 0,47 |
| Ouder-Amstel | 128                                                    | 0,91 |
| Castricum | 128                                                    | 0,35 |
| Aalsmeer | 125                                                    | 0,39 |
| Langedijk | 122                                                    | 0,43 |
| Bloemendaal | 119                                                    | 0,51 |
| Weesp | 115                                                    | 0,56 |
| Heiloo | 111                                                    | 0,46 |
| Zandvoort | 103                                                    | 0,60 |
| Wijdemeren | 91                                                     | 0,37 |
| Bergen | 88                                                     | 0,30 |
| Stede Broec | 70                                                     | 0,32 |
| Enkhuizen | 67                                                     | 0,36 |
| Laren | 58                                                     | 0,51 |
| Drechterland | 55                                                     | 0,28 |
| Wormerland | 50                                                     | 0,31 |
| Blaricum | 46                                                     | 0,38 |
| Koggenland | 45                                                     | 0,20 |
| Waterland | 42                                                     | 0,24 |
| Edam-Volendam | 42                                                     | 0,12 |
| Uitgeest | 37                                                     | 0,27 |
| Texel | 35                                                     | 0,26 |
| Landsmeer | 30                                                     | 0,26 |
| Opmeer | 29                                                     | 0,24 |
| Beemster | 25                                                     | 0,25 |
| Oostzaan | 16                                                     | 0,17 |

| Noord-Brabant                 | 16.880 | % van totaal inwoners |
| ----------------------------- | ------ | --------------------- |
| Tilburg (Antillengemeente)    | 4809   | 2,21                  |
| Eindhoven (Antillengemeente)  | 2810   | 1,21                  |
| Breda (Antillengemeente)      | 2228   | 1,21                  |
| 's-Hertogenbosch              | 1058   | 0,68                  |
| Helmond                       | 749    | 0,81                  |
| Oosterhout                    | 355    | 0,63                  |
| Roosendaal                    | 306    | 0,39                  |
| Oss                           | 301    | 0,32                  |
| Etten-Leur                    | 281    | 0,64                  |
| Geldrop-Mierlo                | 249    | 0,62                  |
| Bergen op Zoom                | 243    | 0,36                  |
| Boxtel                        | 205    | 0,66                  |
| Waalwijk                      | 196    | 0,40                  |
| Uden                          | 185    | 0,44                  |
| Veldhoven                     | 176    | 0,38                  |
| Meierijstad                   | 165    | 0,20                  |
| Vught                         | 145    | 0,54                  |
| Best                          | 142    | 0,47                  |
| Valkenswaard                  | 133    | 0,43                  |
| Heusden                       | 118    | 0,26                  |
| Gilze en Rijen                | 114    | 0,43                  |
| Cuijk                         | 110    | 0,44                  |
| Goirle                        | 105    | 0,44                  |
| Halderberge                   | 101    | 0,33                  |
| Moerdijk                      | 100    | 0,27                  |
| Waalre                        | 90     | 0,52                  |
| Altena                        | 87     | 0,15                  |
| Oisterwijk                    | 76     | 0,29                  |
| Cranendonck                   | 73     | 0,35                  |
| Dongen                        | 73     | 0,28                  |
| Geertruidenberg               | 69     | 0,32                  |
| Woensdrecht                   | 69     | 0,31                  |
| Boxmeer                       | 69     | 0,23                  |
| Nuenen, Gerwen en Nederwetten | 66     | 0,28                  |
| Deurne                        | 66     | 0,20                  |
| Son en Breugel                | 56     | 0,33                  |
| Sint-Michielsgestel           | 54     | 0,18                  |
| Bernheze                      | 51     | 0,16                  |
| Loon op Zand                  | 49     | 0,21                  |
| Steenbergen                   | 49     | 0,19                  |
| Laarbeek                      | 44     | 0,19                  |
| Drimmelen                     | 38     | 0,13                  |
| Oirschot                      | 36     | 0,19                  |
| Gemert-Bakel                  | 31     | 0,10                  |
| Heeze-Leende                  | 30     | 0,18                  |
| Grave                         | 29     | 0,23                  |
| Rucphen                       | 29     | 0,12                  |
| Eersel                        | 27     | 0,14                  |
| Haaren                        | 26     | 0,18                  |
| Zundert                       | 25     | 0,11                  |
| Landerd                       | 24     | 0,15                  |
| Reusel-De Mierden             | 20     | 0,15                  |
| Bladel                        | 20     | 0,09                  |
| Hilvarenbeek                  | 19     | 0,12                  |
| Bergeijk                      | 18     | 0,09                  |
| Baarle-Nassau                 | 16     | 0,23                  |
| Someren                       | 16     | 0,08                  |
| Alphen-Chaam                  | 13     | 0,12                  |
| Sint Anthonis                 | 11     | 0,09                  |
| Asten                         | 10     | 0,05                  |
| Mill en Sint Hubert           | 9      | 0,08                  |
| Boekel                        | 8      | 0,07                  |

| Gelderland                  | 10.402 | % van totaal inwoners |
| --------------------------- | ------ | --------------------- |
| Arnhem (Antillengemeente)   | 2878   |                       |
| Nijmegen (Antillengemeente) | 2186   |                       |
| Apeldoorn                   | 1171   |                       |
| Ede                         | 304    |                       |
| Doetinchem                  | 230    |                       |
| Wijchen                     | 225    |                       |
| Rheden                      | 215    |                       |
| Zutphen                     | 206    |                       |
| Wageningen                  | 156    |                       |
| Culemborg                   | 154    |                       |
| Tiel                        | 151    |                       |
| Overbetuwe                  | 140    |                       |
| Lingewaard                  | 137    |                       |
| Zevenaar                    | 131    |                       |
| Berg en Dal                 | 128    |                       |
| Renkum                      | 123    |                       |
| Harderwijk                  | 122    |                       |
| Beuningen                   | 122    |                       |
| Nijkerk                     | 116    |                       |
| Westervoort                 | 90     |                       |
| Montferland                 | 87     |                       |
| Oude IJsselstreek           | 86     |                       |
| Druten                      | 82     |                       |
| Duiven                      | 80     |                       |
| Barneveld                   | 79     |                       |
| Heumen                      | 78     |                       |
| Epe                         | 78     |                       |
| West Betuwe                 | 77     |                       |
| Lochem                      | 70     |                       |
| Brummen                     | 66     |                       |
| Buren                       | 59     |                       |
| Berkelland                  | 55     |                       |
| Ermelo                      | 54     |                       |
| Bronckhorst                 | 51     |                       |
| Zaltbommel                  | 47     |                       |
| Aalten                      | 43     |                       |
| Maasdriel                   | 41     |                       |
| Putten                      | 39     |                       |
| Voorst                      | 39     |                       |
| Oldebroek                   | 35     |                       |
| Winterswijk                 | 35     |                       |
| Oost Gelre                  | 32     |                       |
| Nunspeet                    | 30     |                       |
| West Maas en Waal           | 30     |                       |
| Doesburg                    | 26     |                       |
| Elburg                      | 21     |                       |
| Neder-Betuwe                | 20     |                       |
| Heerde                      | 16     |                       |
| Hattem                      | 14     |                       |
| Rozendaal                   | 14     |                       |
| Scherpenzeel                | 11     |                       |

| Utrecht                       | 9013 | %    |
| ----------------------------- | ---- | ---- |
| Utrecht                       | 2895 | 0,81 |
| Amersfoort (Antillengemeente) | 1805 | 1,15 |
| Nieuwegein                    | 629  | 0,98 |
| Zeist                         | 433  | 0,67 |
| Stichtse Vecht                | 383  | 0,59 |
| Veenendaal                    | 381  | 0,57 |
| Soest                         | 323  | 0,69 |
| Houten                        | 268  | 0,53 |
| IJsselstein                   | 222  | 0,66 |
| De Ronde Venen                | 214  | 0,48 |
| Utrechtse Heuvelrug           | 208  | 0,42 |
| De Bilt                       | 176  | 0,41 |
| Woerden                       | 174  | 0,33 |
| Vijfheerenlanden              | 170  | 0,29 |
| Leusden                       | 160  | 0,52 |
| Baarn                         | 124  | 0,50 |
| Wijk bij Duurstede            | 106  | 0,44 |
| Bunnik                        | 78   | 0,51 |
| Eemnes                        | 52   | 0,56 |
| Woudenberg                    | 48   | 0,35 |
| Rhenen                        | 41   | 0,20 |
| Bunschoten                    | 40   | 0,18 |
| Montfoort                     | 35   | 0,25 |
| Lopik                         | 25   | 0,17 |
| Oudewater                     | 16   | 0,16 |
| Renswoude                     | 7    | 0,13 |

| Flevoland       | 8079 | %     |
| --------------- | ---- | ----- |
| Almere          | 5458 | 2,54% |
| Lelystad        | 1949 | 2,44% |
| Noordoostpolder | 308  | 0,65% |
| Dronten         | 242  | 0,58% |
| Zeewolde        | 106  | 0,46% |
| Urk             | 16   | 0,08% |

| Groningen                    | 6108 | %    |
| ---------------------------- | ---- | ---- |
| Groningen (Antillengemeente) | 3927 | 1,68 |
| Delfzijl (Antillengemeente)  | 701  | 2,84 |
| Midden-Groningen             | 572  | 0,94 |
| Het Hogeland                 | 209  | 0,44 |
| Oldambt                      | 147  | 0,38 |
| Veendam                      | 142  | 0,52 |
| Appingedam                   | 109  | 0,94 |
| Westerkwartier               | 123  | 0,19 |
| Stadskanaal                  | 60   | 0,19 |
| Loppersum                    | 41   | 0,43 |
| Pekela                       | 40   | 0,33 |
| Westerwolde                  | 37   | 0,14 |

| Overijssel                | 5285 | %    |
| ------------------------- | ---- | ---- |
| Zwolle (Antillengemeente) | 1632 | 1,26 |
| Enschede                  | 1159 | 0,73 |
| Deventer                  | 583  | 0,58 |
| Hengelo                   | 539  | 0,67 |
| Almelo                    | 357  | 0,49 |
| Kampen                    | 226  | 0,41 |
| Steenwijkerland           | 138  | 0,31 |
| Hardenberg                | 82   | 0,13 |
| Raalte                    | 69   | 0,18 |
| Oldenzaal                 | 52   | 0,16 |
| Borne                     | 47   | 0,20 |
| Haaksbergen               | 47   | 0,19 |
| Zwartewaterland           | 46   | 0,20 |
| Dalfsen                   | 45   | 0,16 |
| Hof van Twente            | 43   | 0,12 |
| Olst-Wijhe                | 39   | 0,21 |
| Losser                    | 31   | 0,14 |
| Twenterand                | 28   | 0,08 |
| Rijssen-Holten            | 26   | 0,07 |
| Wierden                   | 22   | 0,09 |
| Dinkelland                | 22   | 0,08 |
| Hellendoorn               | 22   | 0,06 |
| Ommen                     | 20   | 0,11 |
| Staphorst                 | 6    | 0,03 |
| Tubbergen                 | 4    | 0,02 |

| Limburg                | 4911 | % van totaal inwoners |
| ---------------------- | ---- | --------------------- |
| Heerlen                | 1003 | 1,15                  |
| Maastricht             | 662  | 0,55                  |
| Kerkrade               | 513  | 1,13                  |
| Roermond               | 474  | 0,81                  |
| Weert                  | 359  | 0,72                  |
| Sittard-Geleen         | 319  | 0,35                  |
| Venlo                  | 317  | 0,31                  |
| Venray                 | 221  | 0,51                  |
| Landgraaf              | 164  | 0,44                  |
| Brunssum               | 143  | 0,52                  |
| Leudal                 | 70   | 0,19                  |
| Beekdaelen             | 57   | 0,16                  |
| Echt-Susteren          | 52   | 0,16                  |
| Horst aan de Maas      | 48   | 0,11                  |
| Roerdalen              | 45   | 0,22                  |
| Meerssen               | 43   | 0,23                  |
| Gennep                 | 38   | 0,22                  |
| Maasgouw               | 38   | 0,16                  |
| Peel en Maas           | 37   | 0,08                  |
| Eijsden-Margraten      | 35   | 0,14                  |
| Voerendaal             | 34   | 0,27                  |
| Valkenburg aan de Geul | 32   | 0,20                  |
| Vaals                  | 32   | 0,32                  |
| Stein                  | 30   | 0,12                  |
| Beek                   | 30   | 0,19                  |
| Beesel                 | 28   | 0,21                  |
| Mook en Middelaar      | 23   | 0,29                  |
| Bergen                 | 21   | 0,16                  |
| Nederweert             | 19   | 0,11                  |
| Gulpen-Wittem          | 15   | 0,11                  |
| Simpelveld             | 9    | 0,09                  |

| Friesland                     | 2997 | %    |
| ----------------------------- | ---- | ---- |
| Leeuwarden (Antillengemeente) | 1542 | 1,24 |
| Smallingerland                | 388  | 0,69 |
| Heerenveen                    | 224  | 0,44 |
| Súdwest-Fryslân               | 182  | 0,20 |
| Waadhoeke                     | 111  | 0,24 |
| Weststellingwerf              | 107  | 0,41 |
| De Friese Meren               | 80   | 0,15 |
| Opsterland                    | 78   | 0,26 |
| Noardeast-Fryslân             | 72   | 0,16 |
| Ooststellingwerf              | 53   | 0,21 |
| Tietjerksteradeel             | 46   | 0,14 |
| Achtkarspelen                 | 32   | 0,11 |
| Harlingen                     | 27   | 0,17 |
| Terschelling                  | 26   | 0,53 |
| Dantumadeel                   | 18   | 0,10 |
| Schiermonnikoog               | 4    | 0,43 |
| Vlieland                      | 4    | 0,34 |
| Ameland                       | 3    | 0,08 |

| Zeeland                       | 2080 | %     |
| ----------------------------- | ---- | ----- |
| Vlissingen (Antillengemeente) | 766  | 1,73% |
| Terneuzen                     | 551  | 1,01% |
| Middelburg                    | 346  | 0,71% |
| Goes                          | 123  | 0,32% |
| Schouwen-Duiveland            | 47   | 0,14% |
| Sluis                         | 45   | 0,19% |
| Tholen                        | 44   | 0,17% |
| Borsele                       | 36   | 0,16% |
| Hulst                         | 32   | 0,12% |
| Veere                         | 28   | 0,13% |
| Kapelle                       | 26   | 0,20% |
| Reimerswaal                   | 18   | 0,08% |
| Noord-Beveland                | 18   | 0,24% |

| Drenthe        | 1464 | %     |
| -------------- | ---- | ----- |
| Assen          | 410  | 0,60% |
| Emmen          | 374  | 0,35% |
| Hoogeveen      | 171  | 0,31% |
| Tynaarlo       | 95   | 0,28% |
| Meppel         | 88   | 0,26% |
| Midden-Drenthe | 60   | 0,18% |
| Noordenveld    | 58   | 0,19% |
| Coevorden      | 57   | 0,16% |
| Westerveld     | 43   | 0,22% |
| Borger-Odoorn  | 43   | 0,17% |
| Aa en Hunze    | 41   | 0,16% |
| De Wolden      | 24   | 0,10% |

## Bekende Antillianen in Nederland
| - Vurnon Anita, Curaçaos-Nederlands voetballer - Frank Martinus Arion, Curaçaos-Nederlands schrijver - Jandino Asporaat, Curaçaos-Nederlands presentator en stand-upcomedian - Enith Brigitha, Curaçaos-Nederlands zwemster - Izaline Calister, Curaçaos-Nederlands zangeres - Cola Debrot, Bonairiaans-Nederlands medicus, jurist, gouverneur, dichter en schrijver - Boy Ecury, Arubaans-Nederlands verzetsstrijder - Maarten Ellis, Curaçaos-Nederlands lid Raad van State - Hubert Fermina, Curaçaos-Nederlands politicus | - Andruw Jones, Curaçaos-Nederlands honkballer - Tania Kross, Curaçaos-Nederlands operazangeres - George Maduro, Curaçaos-Nederlands verzetsstrijder - Churandy Martina, Curaçaos-Nederlands hardloper - Hensley Meulens, Curaçaos-Nederlands honkballer - Milouska Meulens, Curaçaos-Nederlands presentatrice - Cynthia Ortega-Martijn, Curaçaos-Nederlands Kamerlid ChristenUnie - Anton Vrede, Curaçaos-Nederlands kunstenaar en illustrator - Carel Weeber, Curaçaos-Nederlands architect en emeritus hoogleraar |